# اسی باناکورسی
اسی باناکورسی (به ایتالیایی: Aci Bonaccorsi) یک سکونتگاه مسکونی در ایتالیا است که در استان کاتانیا واقع شده‌است.

## خصوصیات
اسی باناکورسی ۱٫۷ کیلومترمربع مساحت و ۲٬۶۹۵ نفر جمعیت دارد و ۳۶۵ متر بالاتر از سطح دریا واقع شده‌است.